# Илакэ
Илакэ (англ. Yilake) — нефтегазовое месторождение Китая. Расположено в Синьцзян-Уйгурском автономном районе, на севере Таримского нефтегазоносного бассейна. Открыто в 2003 году. Начальные запасы газа составляют 100 млрд м³, нефти — 80 млн тонн.
Оператор месторождении является китайская компания PetroChina.
Это первое гигантское газовое месторождение, открытое в прогибе Уши (Wushi) в образованной в период Нижнего мела в формации Шушаньхэ. Состоит из 3 пластов, где газовый конденсат находится при нормальной температуре и сверхвысоком давлении. Сложен песчаниками, относится к поровому типу. В нижней части пластов находятся подземные воды.